# Augusto Dammert
Augusto Dammert León (Lima, 2 de noviembre de 1918 - Lima, 10 de octubre de 2005) fue un diplomático peruano.

## Biografía
Hijo de Augusto Dammert Alarco y María Victoria León Porta. Fue nieto de la filántropa Juana Alarco de Dammert, primo de Eduardo Dibós Dammert, Miguel Dammert Muelle y del religioso José Dammert Bellido. 
Trabajó en el Ministerio de Relaciones Exteriores, y fue Tercer Secretario de la Embajada de Perú en Argentina, con el entonces embajador Oscar R Benavides. Permaneció en la embajada de Buenos Aires desde 1943 a 1945. En 1949, se casó con Gracia Marcos Panizo, con quien tuvo cuatro hijos: Carlos Augusto, Gracia María, Juan Martín y Javier Francisco. Ese mismo año fue enviado a la Embajada de Perú en España con el embajador Raul Porras Barrenechea; sin embargo, debido a la renuncia de Porras regresó al año siguiente.
Posteriormente, se dedicó a Relaciones Públicas en la Casa Grace. Fue elegido alcalde en las elecciones municipales de 1963 en el distrito de San Isidro por la Alianza Acción Popular-Democracia Cristiana con el 64% de los votos. Fue uno de los fundadores del Partido Popular Cristiano en 1966. Aspiró a la reelección para las elecciones municipales de ese mismo año, resultando electo con el 59% de los votos.
En 1979 fue reincorporado al Ministerio de Relaciones Exteriores y al poco tiempo fue designado como embajador de Perú en Nicaragua. En diciembre de 1982 se dieron por culminadas sus funciones como embajador. Dammert regresó a Lima en febrero de 1983, año en el que fue nombrado representante de Perú en Jamaica. Presentó sus cartas credenciales el 13 de julio de 1983.
Entre sus cargos también se cuentan el de secretario del Consejo Católico para la Cultura de la Conferencia Episcopal Peruana, y el de director y presidente del Consejo Directivo de la Cámara de Comercio Peruano-Nicaragüense. En el año 2001 fue nombrado como asesor en Asuntos Eclesiásticos del ministro de Justicia, Fernando Olivera Vega. En el campo académico, fue profesor de la Pontificia Universidad Católica del Perú. También fue director de la Mutual de Vivienda "El Pueblo".

## Publicaciones
- Ayacucho. La libertad de América (1976)
- “Conservación de la naturaleza ética e intereses” (1990)
- “La saga de la vicuña” (1994).
- “Epistolario” (1997).